# Communauté coutumière de Java
Il existe sur l'île de Java plusieurs communautés qui, sans nécessairement être en marge de la société moderne, s'efforcent de maintenir un mode de vie coutumier. On les appelle en indonésien masyarakat adat, qui signifie "communautés coutumières".
Une explication de leur existence est l'expansion relativement récente de la population sur le territoire de l'île. Raffles, lieutenant-gouverneur général de Java de 1811 à 1814, avait effectué un recensement de la population de l'île qu'il avait estimé à peine plus de 4 millions d'habitants. Il y en a aujourd'hui près de 120 millions.
Le premier facteur qui a permis l'expansion de la population est une accélération du défrichement. L'histoire du peuplement de Java est celle du défrichement de la forêt. Ce n'est sans doute pas un hasard si en javanais, le même mot, babad, signifie à la fois "chronique, récit" et "abattre (un arbre), défricher". Jusqu'au début du XIXe siècle, c'est un processus très lent. Autrefois en effet, le fer était rare à Java. Il n'y a pas de minerai de fer sur l'île. Le fer était traditionnellement d'origine météoritique. Les outils étaient donc rares, situation qui ne permettait un défrichement rapide de la forêt.
En 1800, le gouvernement néerlandais reprend les actifs de la VOC (Compagnie néerlandaise des Indes orientales). Il entreprend la mise en valeur de l'île. Le fer commence à être importé par les Néerlandais à Java. Le défrichement de la forêt peut se faire plus rapidement.
Or, la forêt n'était pas inhabitée. Des inscriptions et des textes javanais anciens mentionnent des populations marginales qui peuplent la forêt et échappent à l'autorité des rois et des seigneurs. Les communautés de villageois qui défrichaient la forêt, de leur côté, étaient souvent isolées. On peut supposer que la rencontre de ces deux types de population a permis le maintien d'une relative marginalité par rapport aux centres de pouvoir.

## Pays javanais proprement dit
Le pays javanais proprement dit est celui où la langue est le javanais. Il comprend en gros les provinces de Java central et Java oriental. On y inclut généralement aussi le pays de Cirebon, qui se trouve dans la province de Java occidental mais dont la langue est un dialecte javanais.
Parmi les communautés coutumières du pays javanais, on connaît notamment :
- Les Kalang
- Les Samin

## Pays soundanais

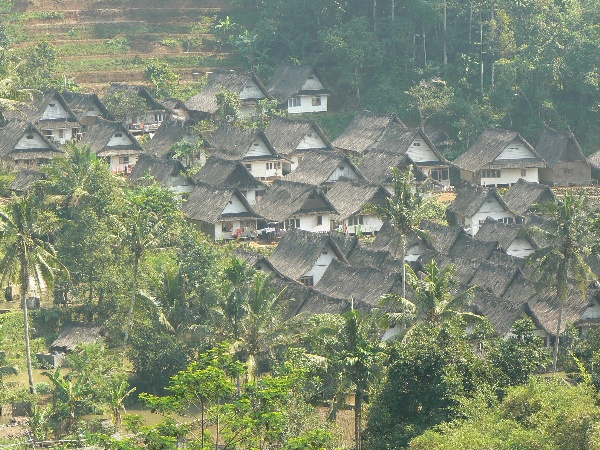
Le village de Kampung Naga

"Sunda" est le pays où on parle la langue soundanaise. Il couvre l'essentiel de la province de Java occidental (à l'exclusion de la région de Cirebon, comme on l'a vu plus haut) et celle de Banten.
Il existe en pays soundanais de nombreux villages classés kampung adat ("villages coutumiers"), dont les habitants respectent un certain nombre d'interdits.
- Les Baduy sont la plus connue de ces communautés. Les Baduy (prononcer "badouille") habitent dans la province de Banten dans l'ouest de l'île de Java en Indonésie.
- Kampung Naga (le "village du dragon") est le plus connu de ces villages traditionnels. Les habitants n'ont pas le droit de construire leur maison autrement que selon une architecture et avec des matériaux traditionnels (charpente de bois, cloisons de bambou tressé, toit de chaume de riz).
- Kampung Pulo, "le hameau de l'île", n'est constitué que de six maisons et est interdit aux "êtres vivants à plus de deux jambes" : seuls y sont donc admis les humains et les oiseaux. On y trouve le temple de Cangkuang, qui daterait du VIIe siècle apr. J.-C.
- Les Kasepuhan habitent le parc national Halimun Salak.
- Dukuh, Ciptagelar, Kuta, Sirnaresmi sont d'autres villages traditionnels.

Les habitants de ces villages s'efforcent de préserver leur environnement, notamment la forêt, dont ils se considèrent les gardiens.

## Pama Puja
La Paguyuban Masyarakat Adat Pulau Jawa ("alliance des communautés coutumières de l'île de Java") ou Pama Puja, est une organisation fondée en mars 2003. Elle est à ce jour constituée de 18 membres : 
1. Kesatuan Masyarakat Adat Banten Kidul ("unité des communautés coutumières du sud de Banten")
2. Village de Ciptagelar (Sukabumi)
3. Village de Sirnaresmi (Sukabumi)
4. Village d'Urug (Rangkasbitung)
5. Village de Karang (Rangkasbitung)
6. Village de Citorek (Lebak)
7. Village de Ciusul (Lebak)
8. Village de Cisungsang (Lebak)
9. Village de Guradog (Lebak)
10. Village de Kampung Pulo (Garut)
11. Village de Kampung Dukuh (Garut)
12. Village de Kampung Naga (Tasikmalaya)
13. Village de Cigugur (Kuningan)
14. Village de Panjalu (Ciamis)
15. Village de Kampung Kuta (Ciamis)
16. Masyarakat Adat Samin (Blora, Kudus, Pati)
17. Masyarakat Adat Tengger (Java oriental)
18. Masyarakat Adat Osing (Banyuwangi).